# Phaonia basisetosa
Phaonia basisetosa är en tvåvingeart som beskrevs av Zinovjev 1992. Phaonia basisetosa ingår i släktet Phaonia och familjen husflugor. Inga underarter finns listade i Catalogue of Life.